# Дуби черешчаті (Майорщина)
Дуби́ чере́шчаті — ботанічна пам'ятка природи місцевого значення, що розташована на території допоміжної школи-інтернату села Майорщина Гребінківського району Полтавської області.
Пам'ятка природи створено згідно з рішенням Полтавської обласної ради від 27 жовтня 1994 року.
Охороняється два екземпляра дуба звичайного віком понад 300 років.
Обхват стовбурів дерев на висоті 1,3 м. у 2016 році становив 435 та 374 см.

## Галерея

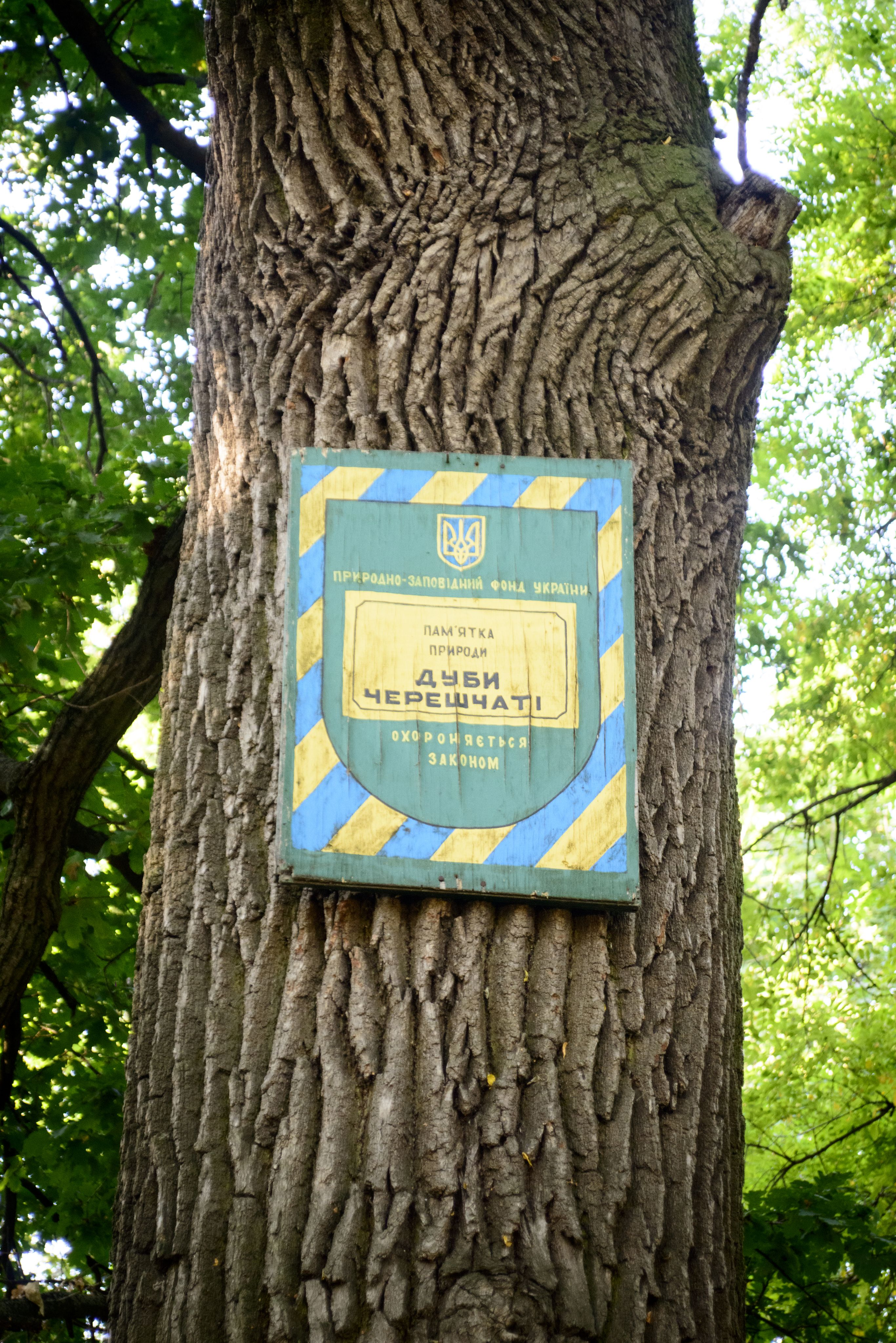
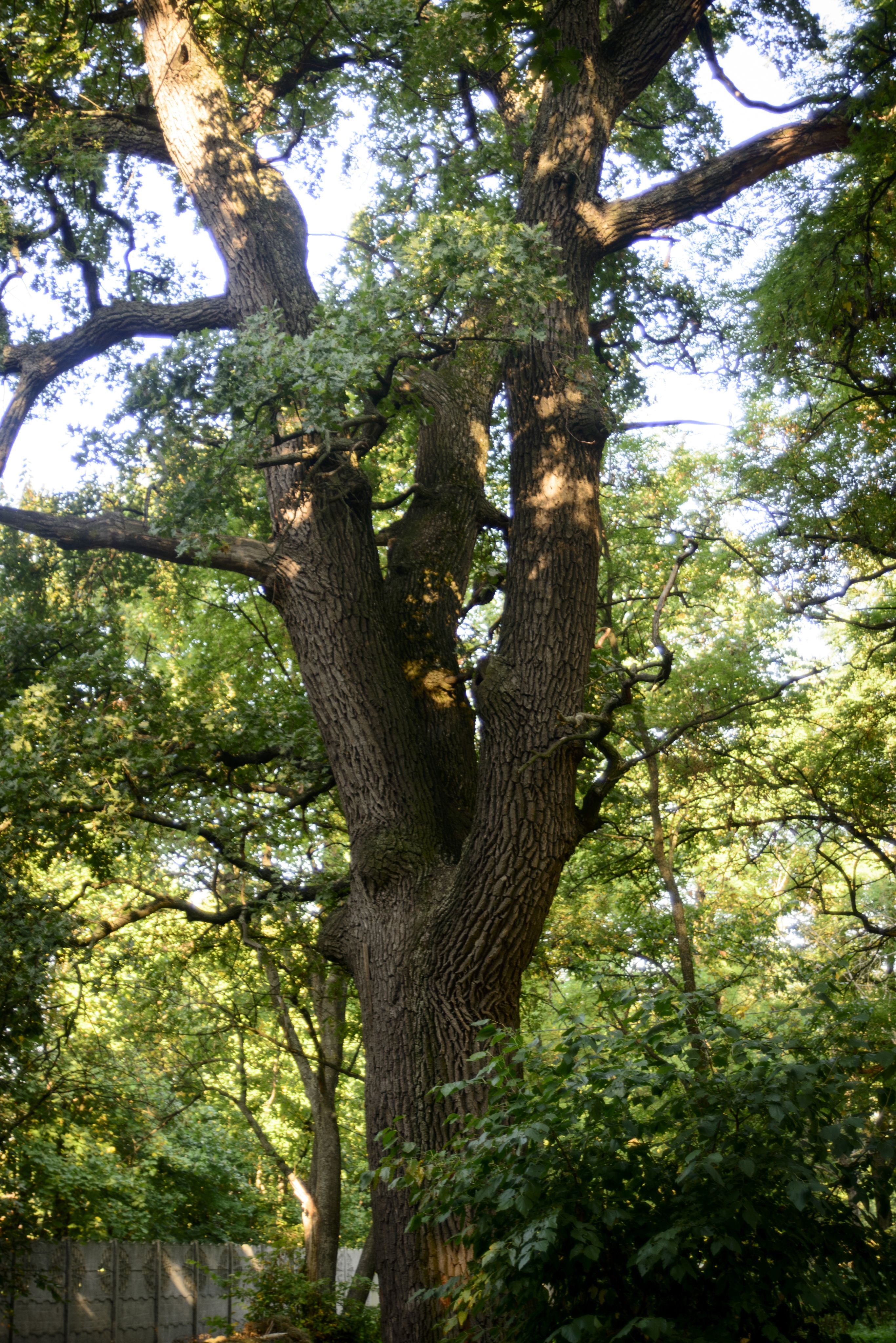
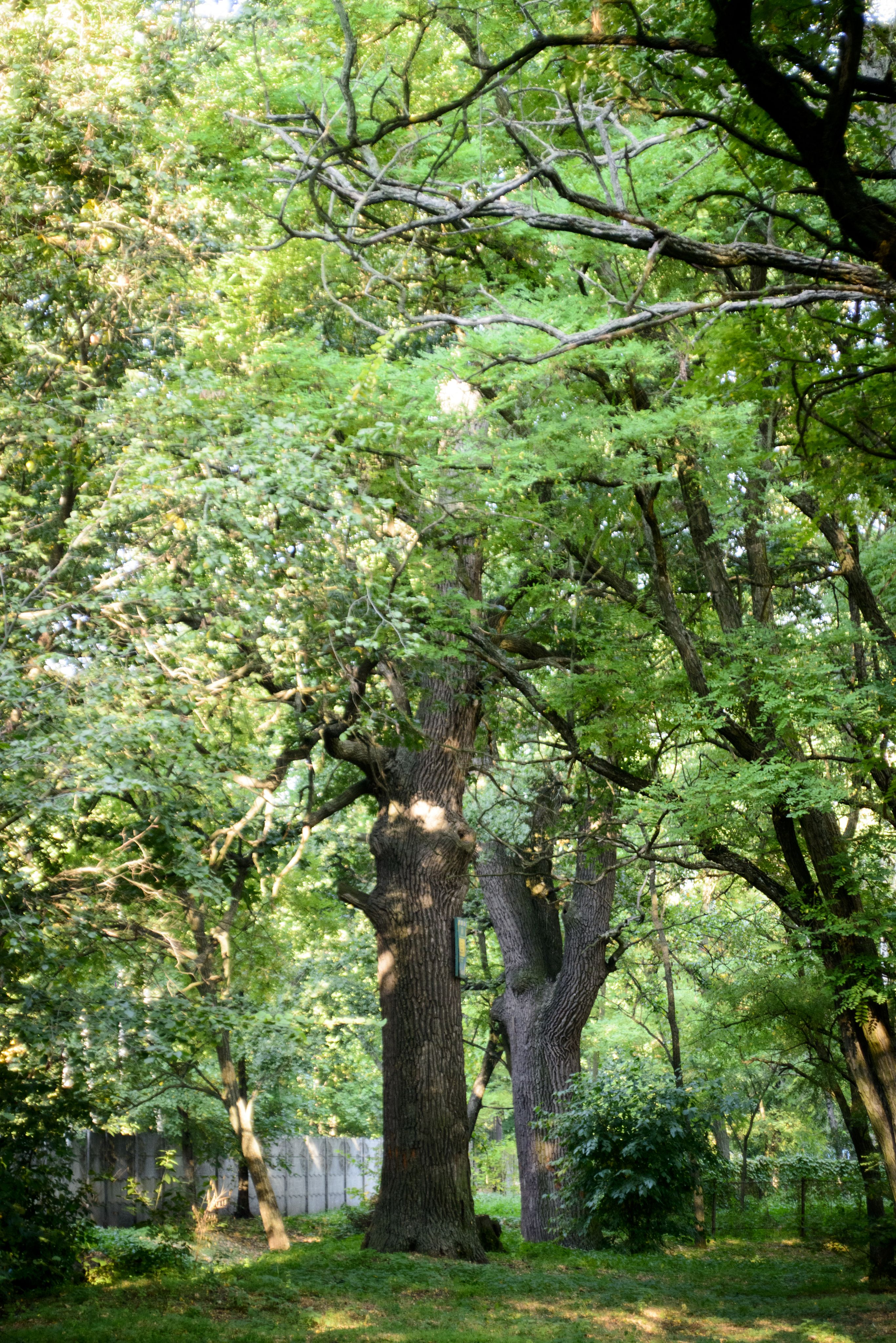
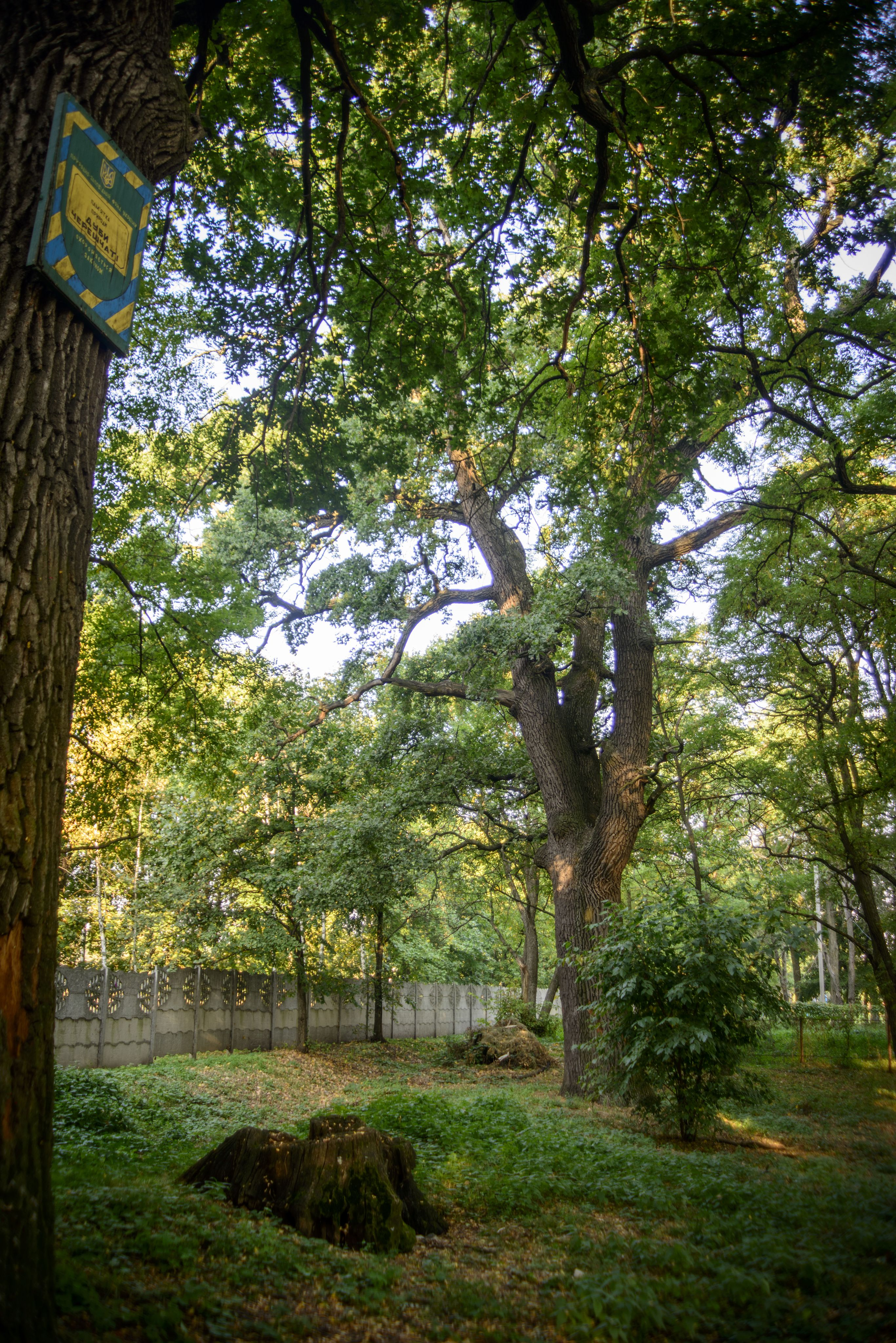
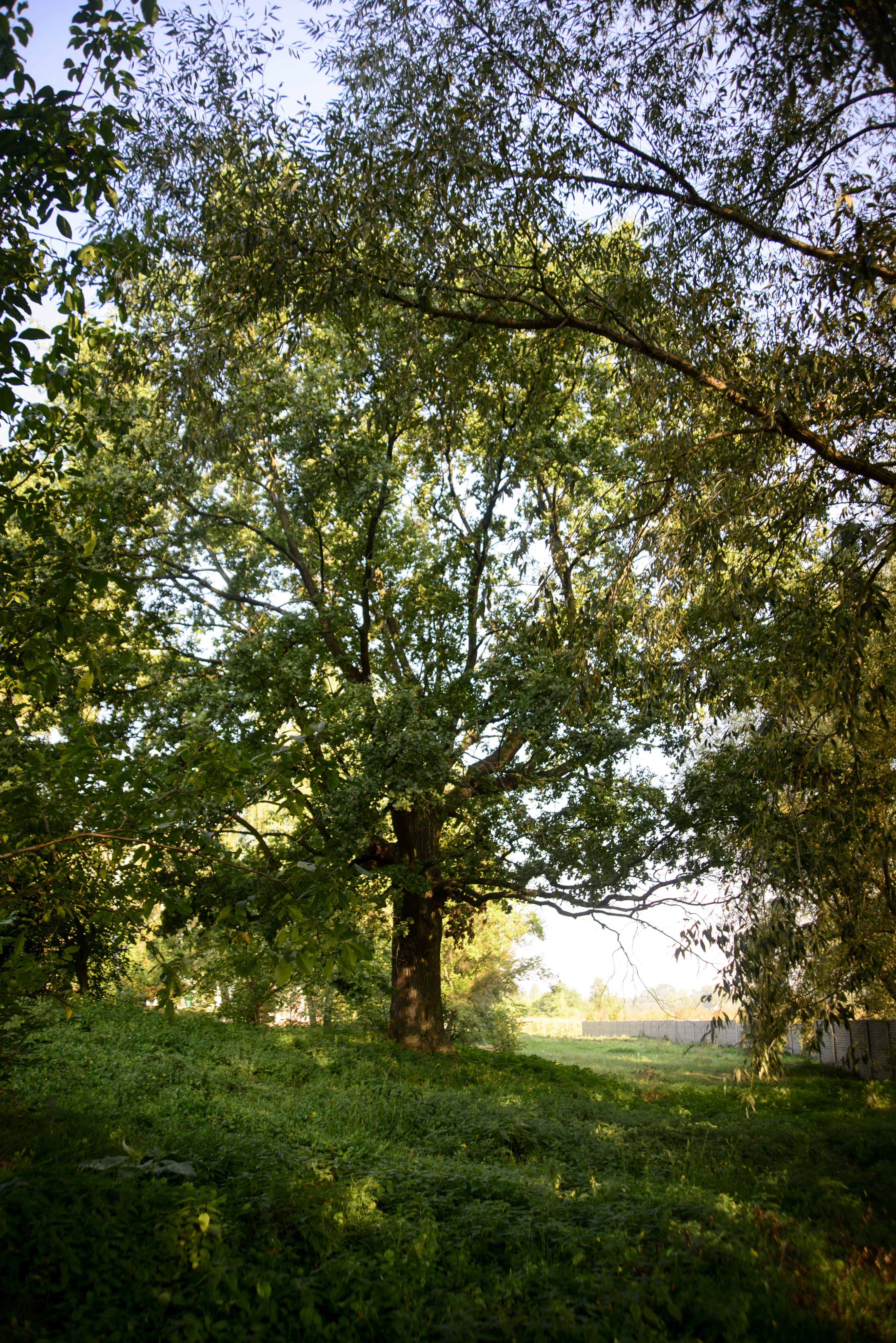
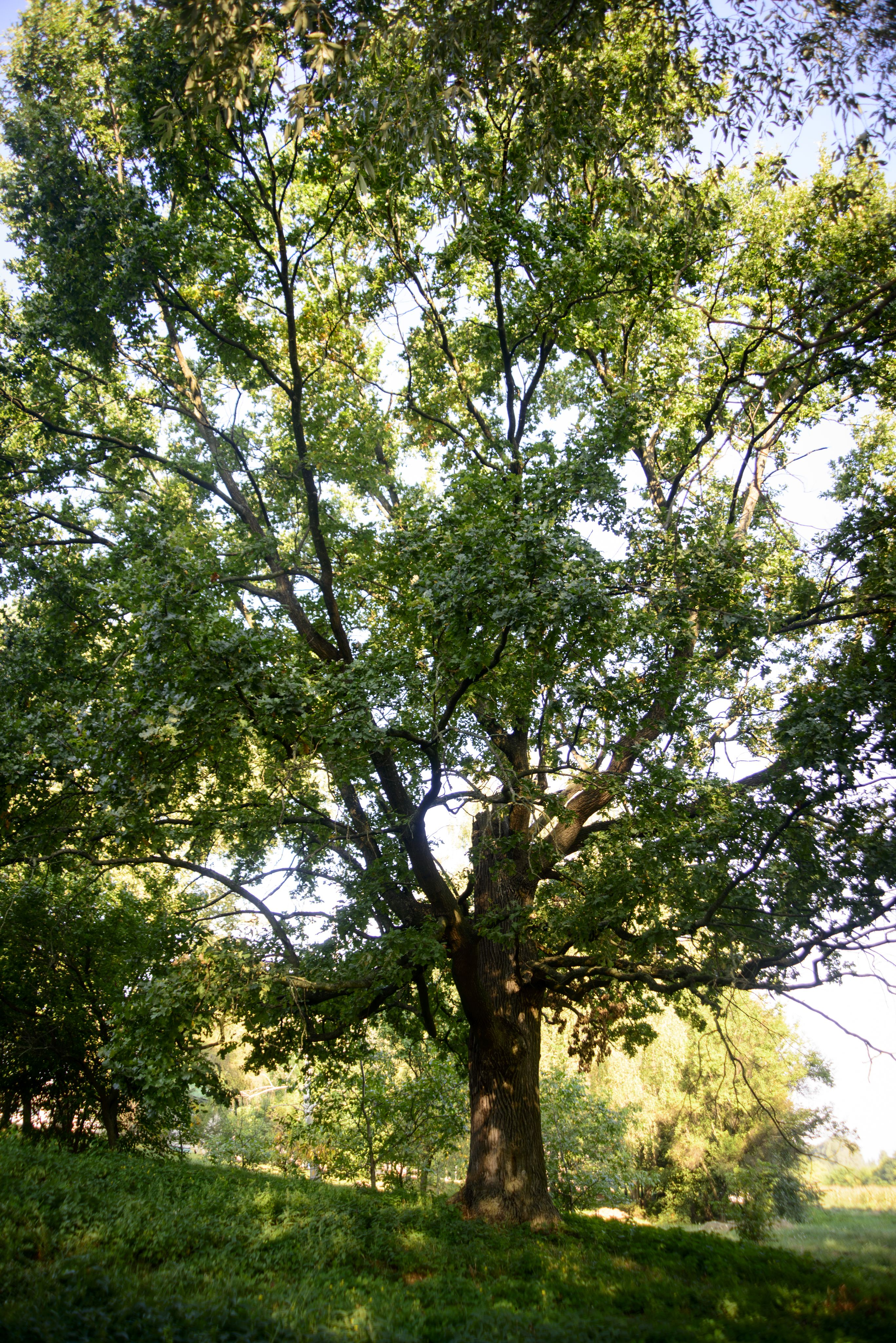
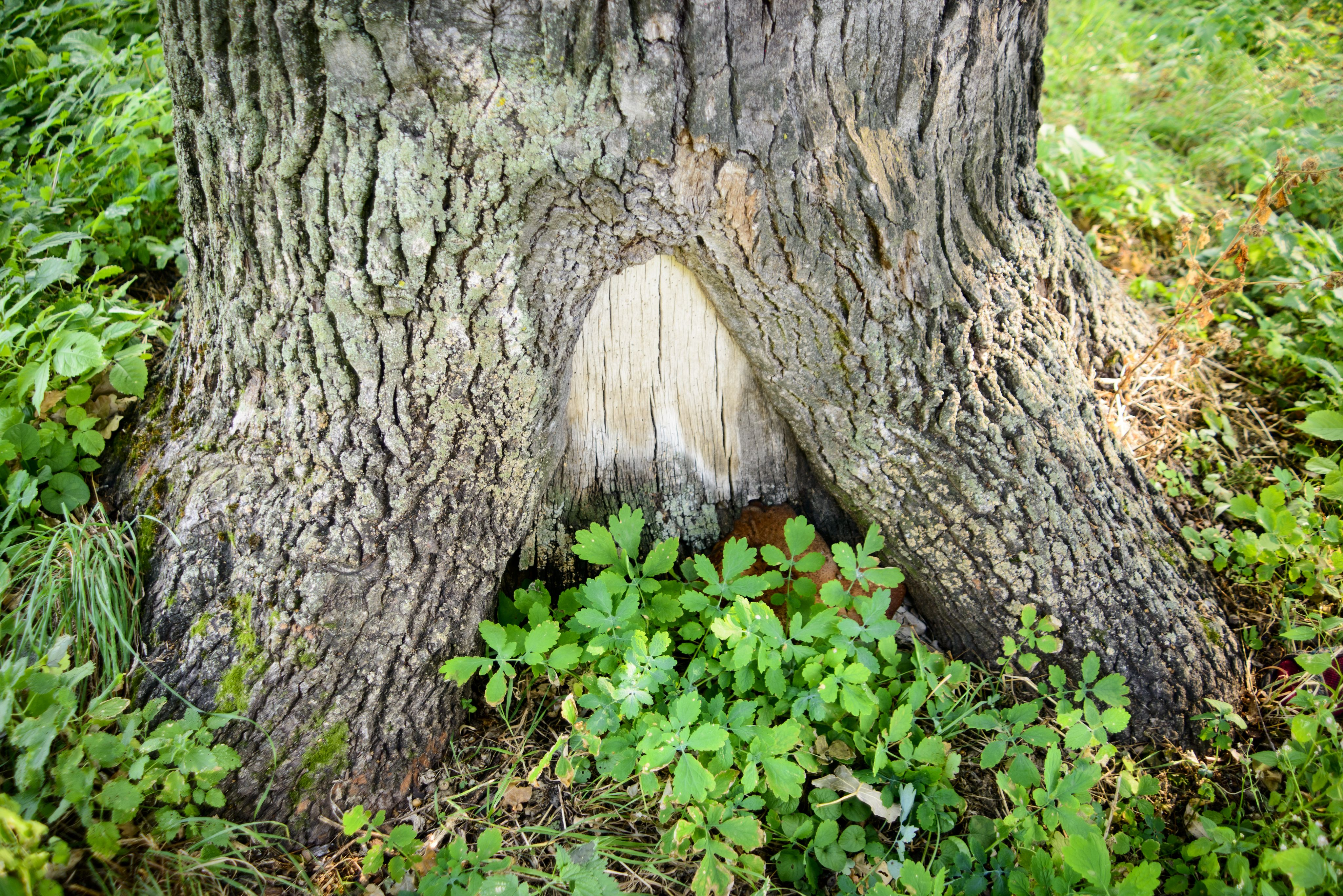
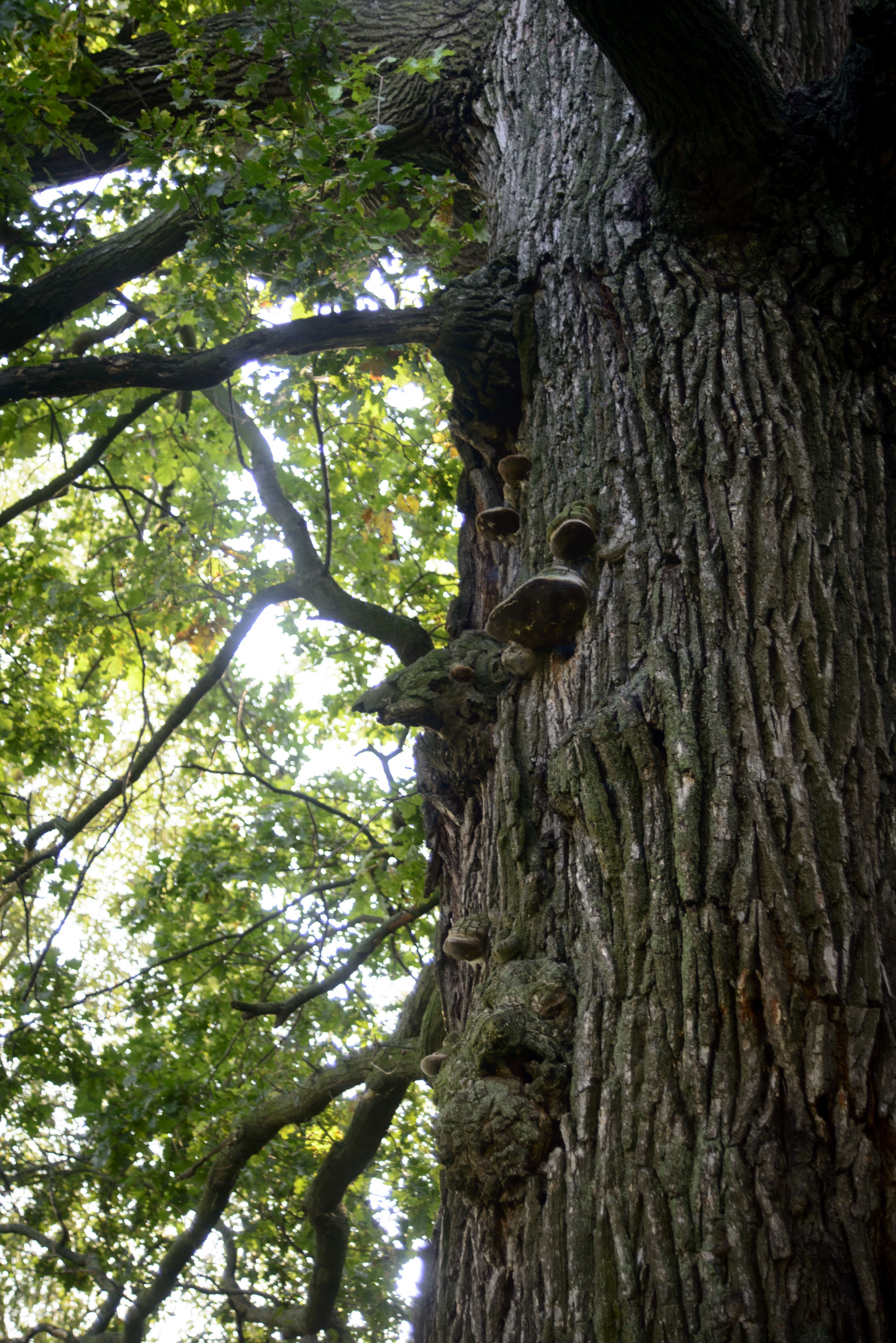
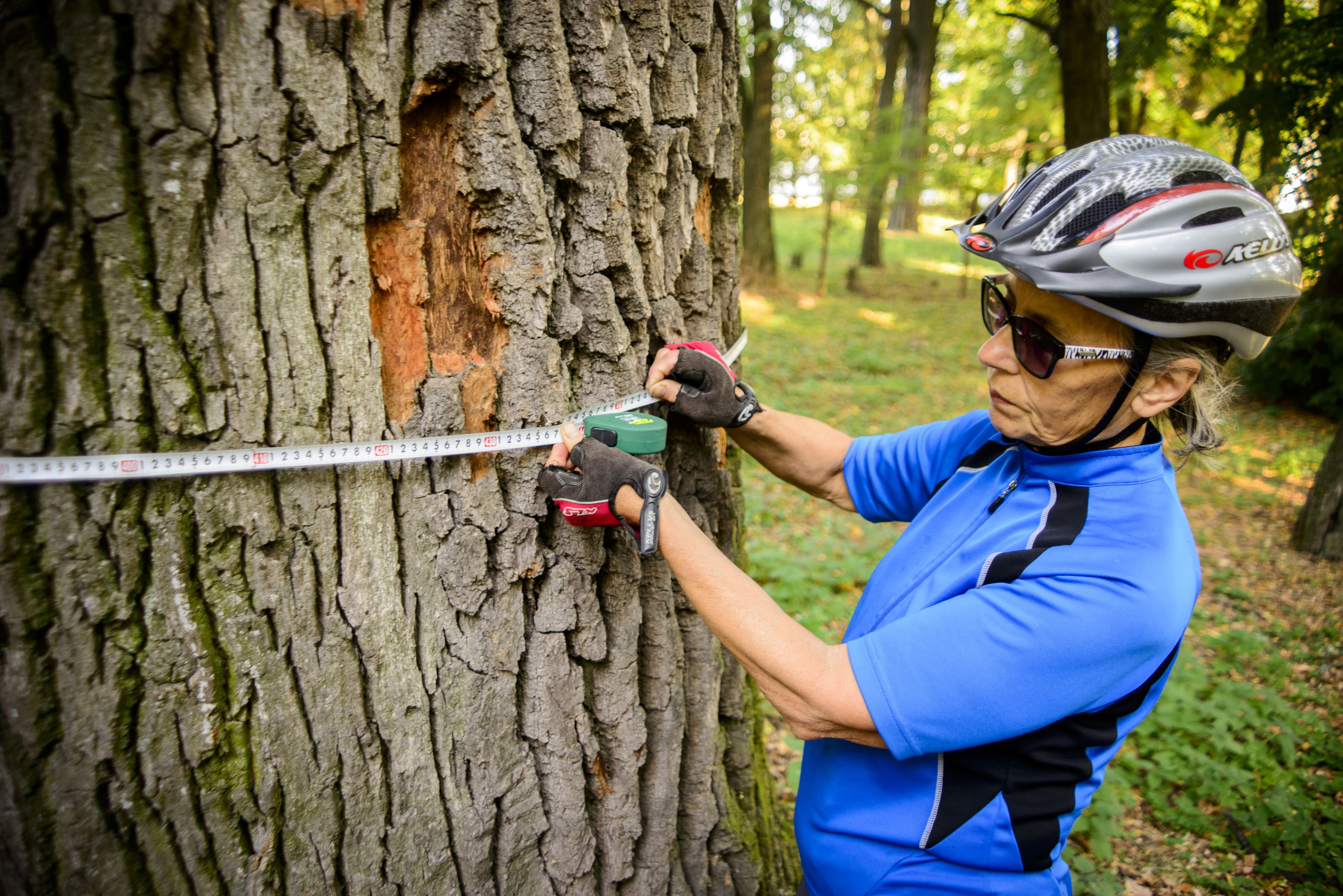
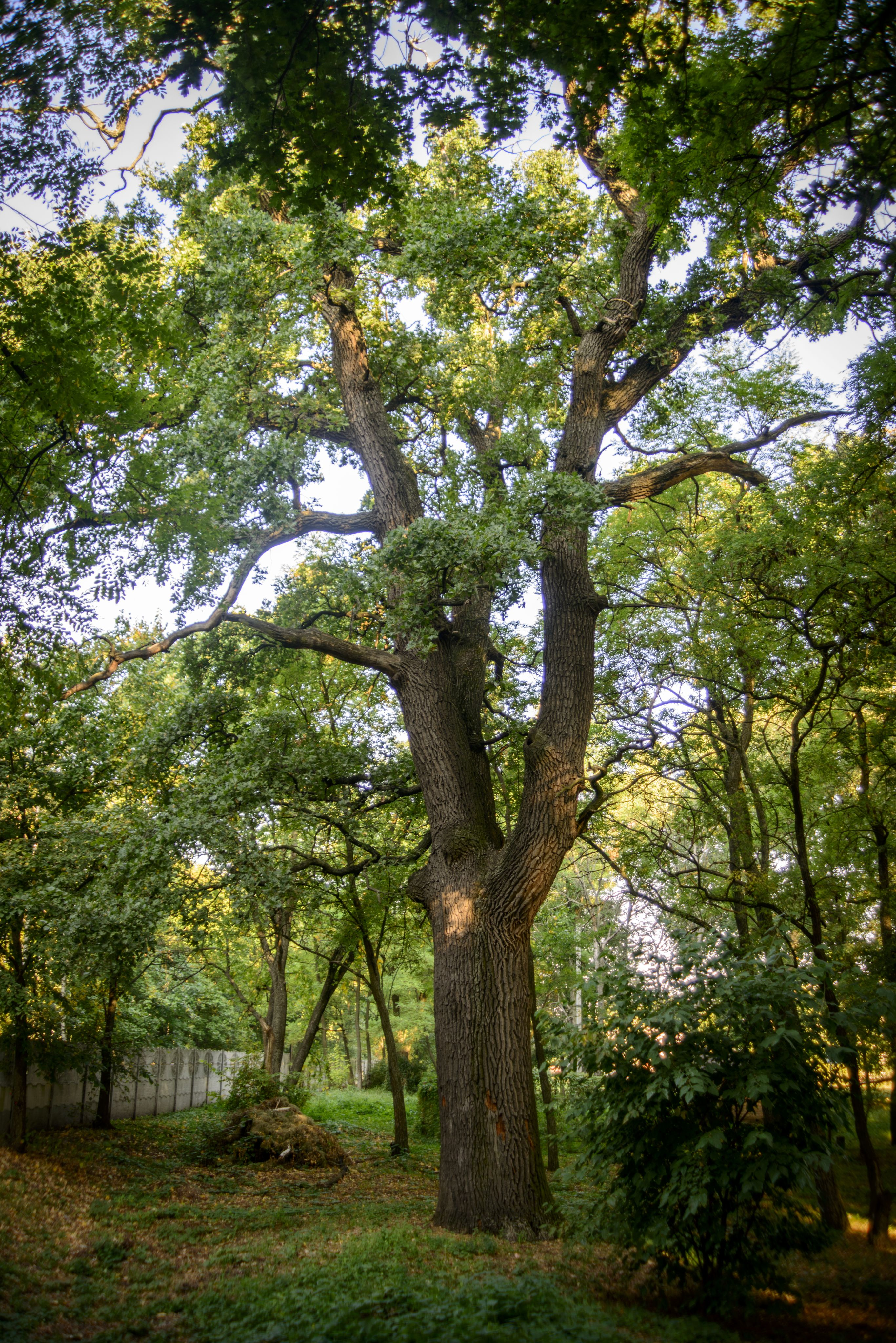
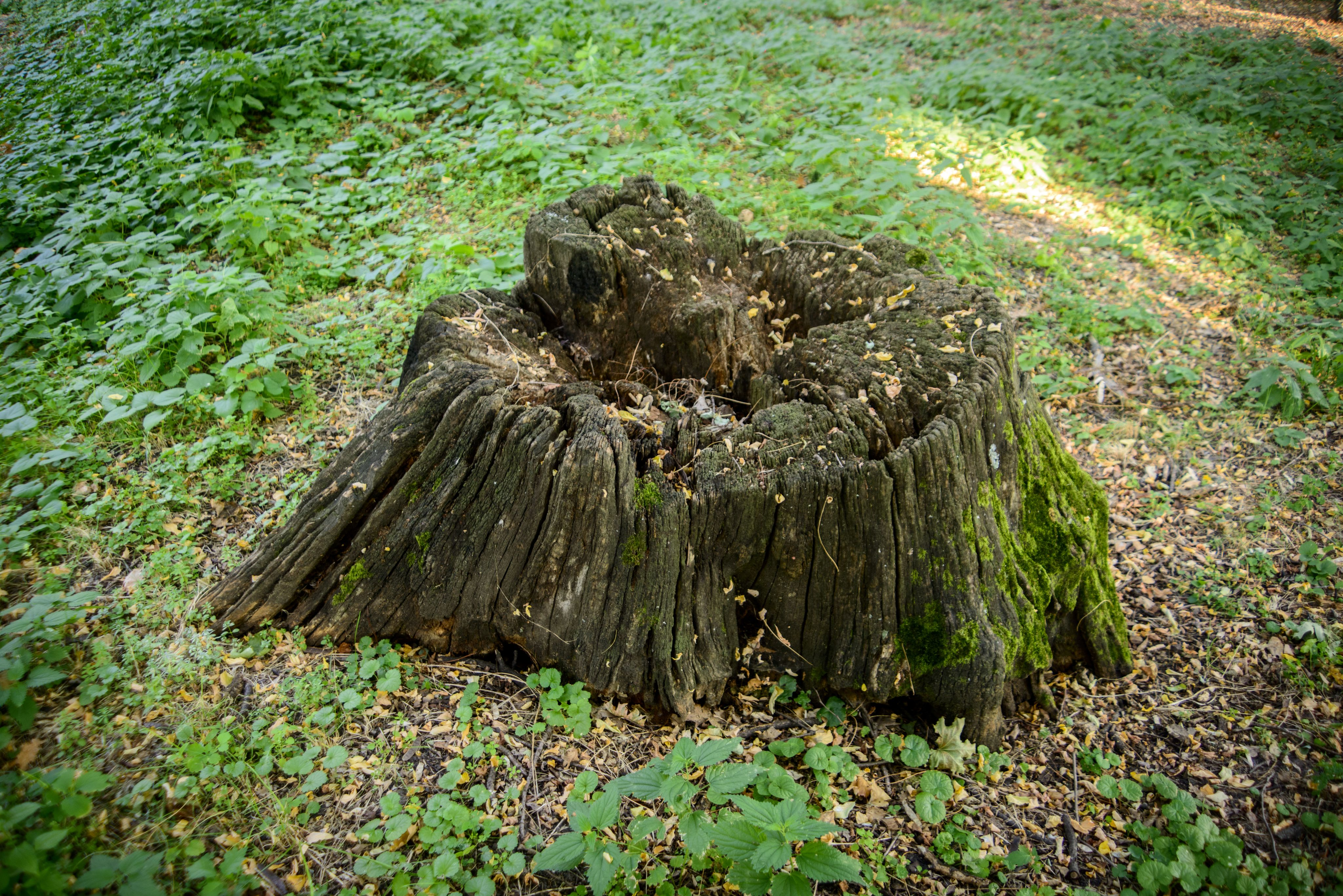
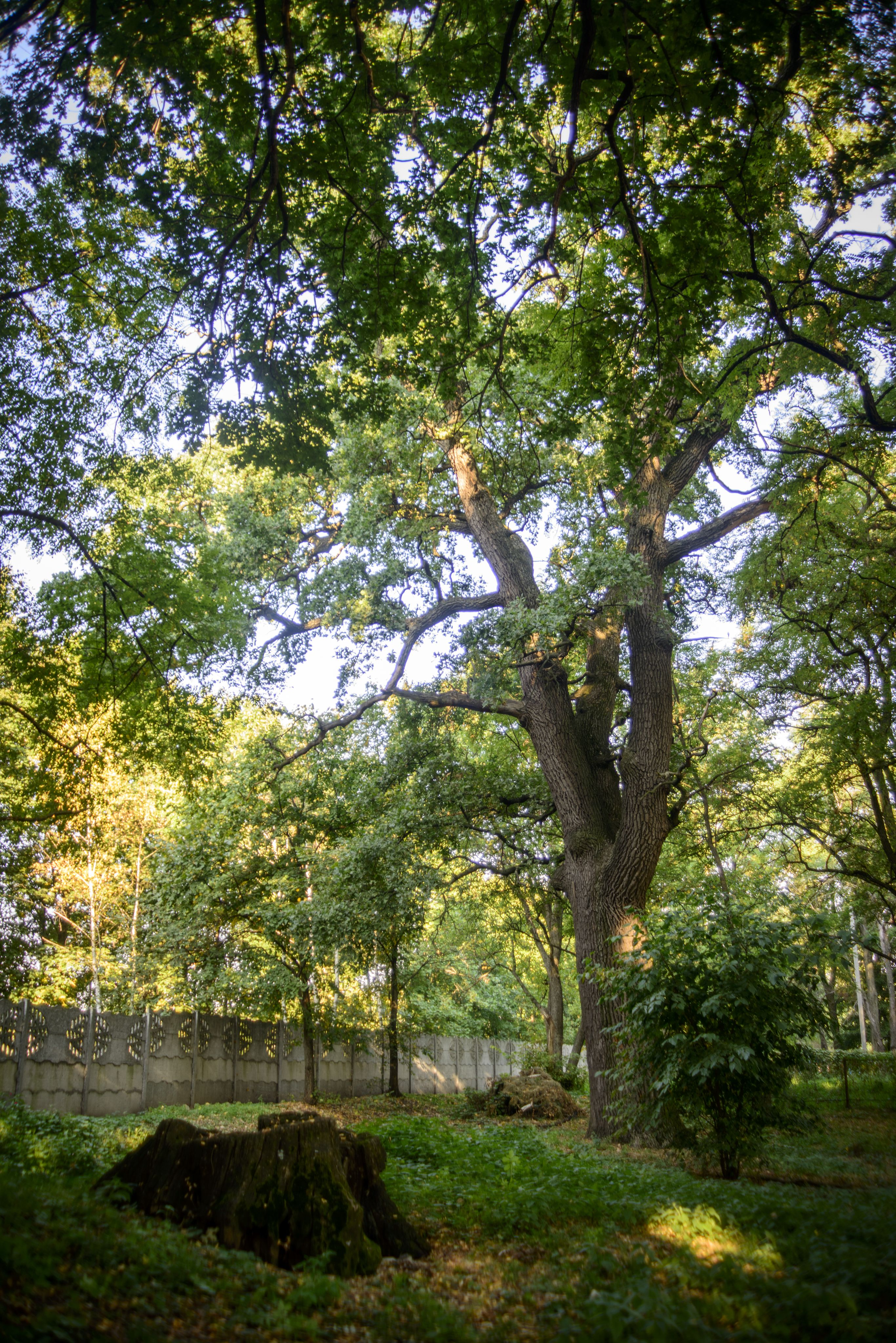
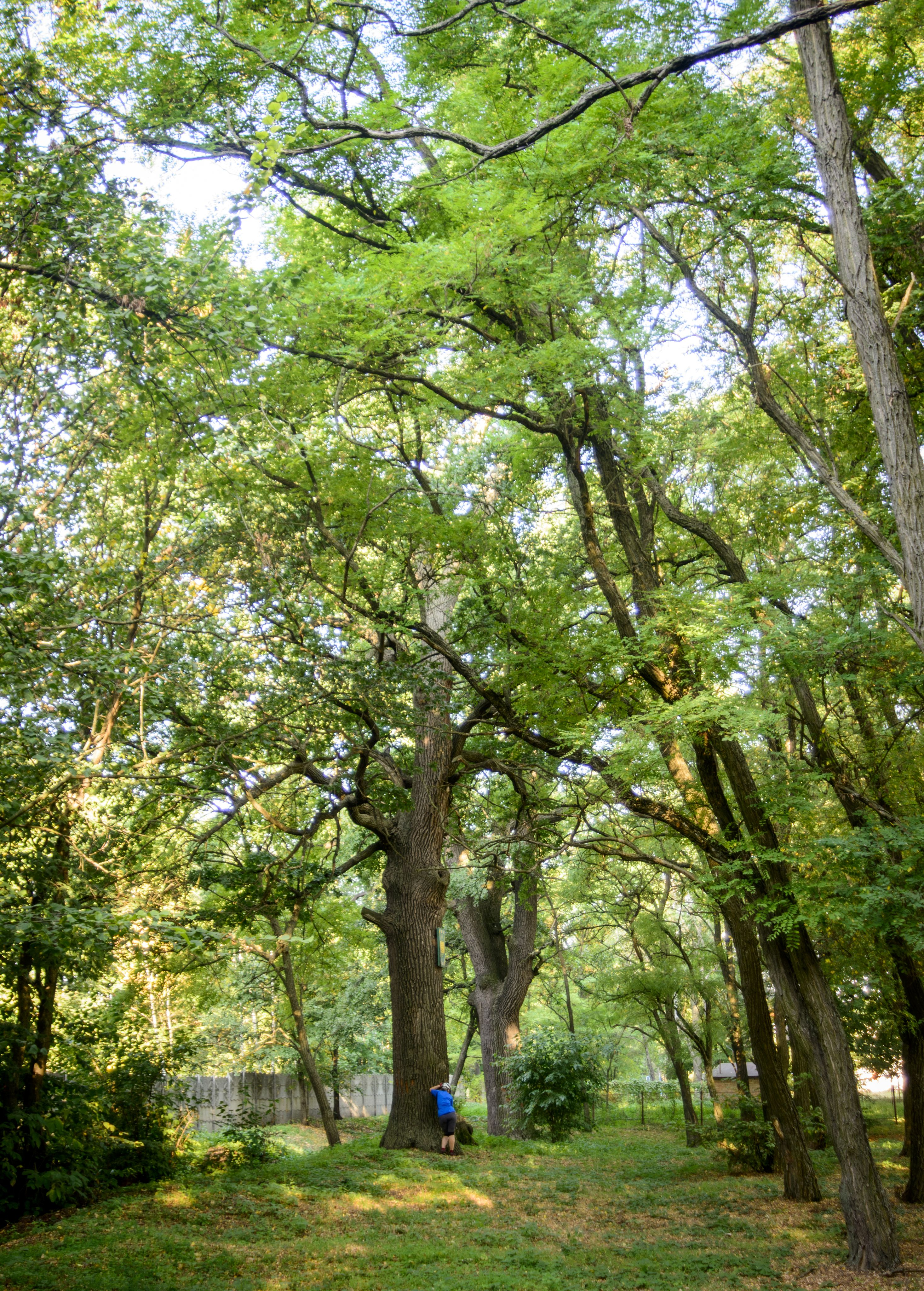
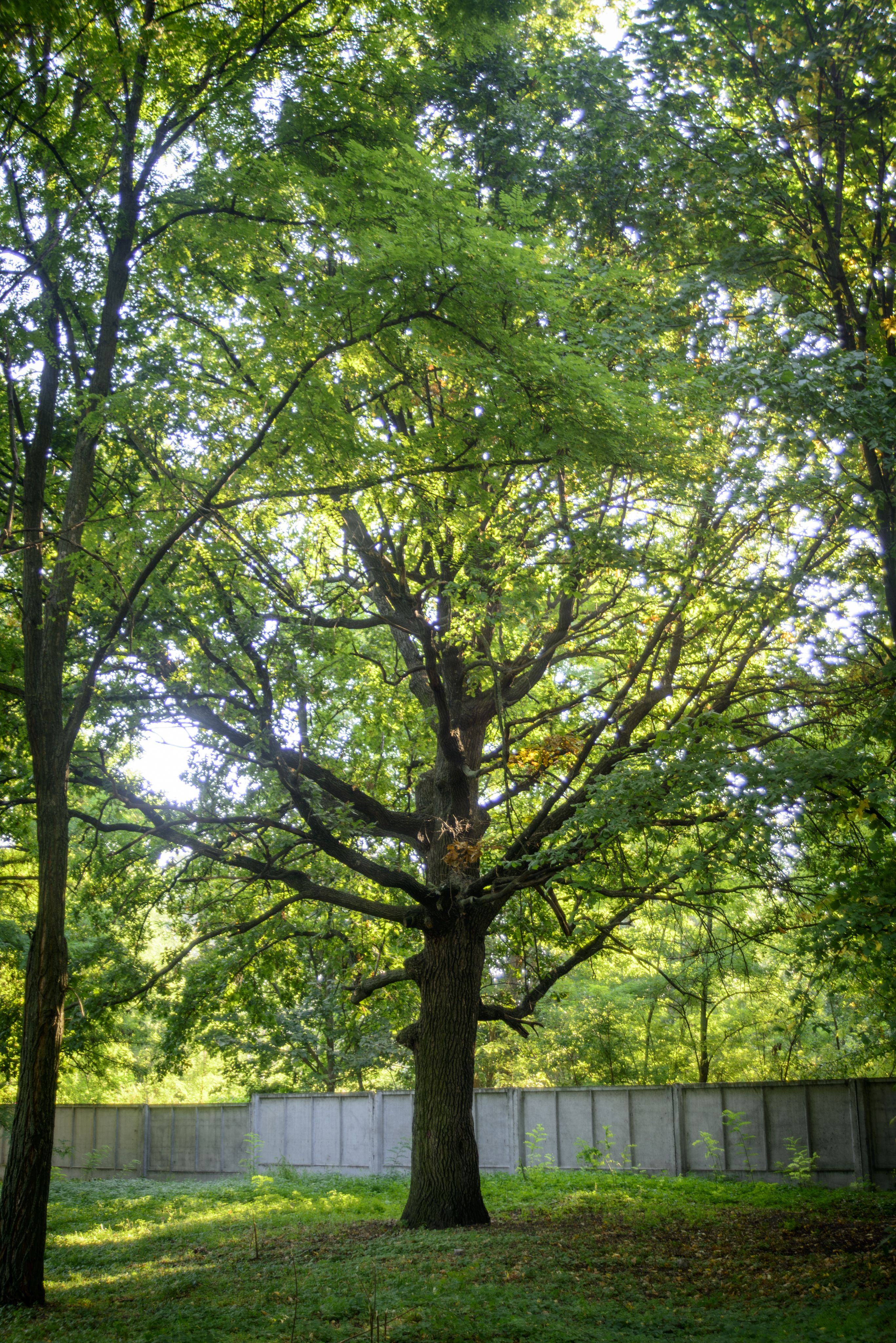
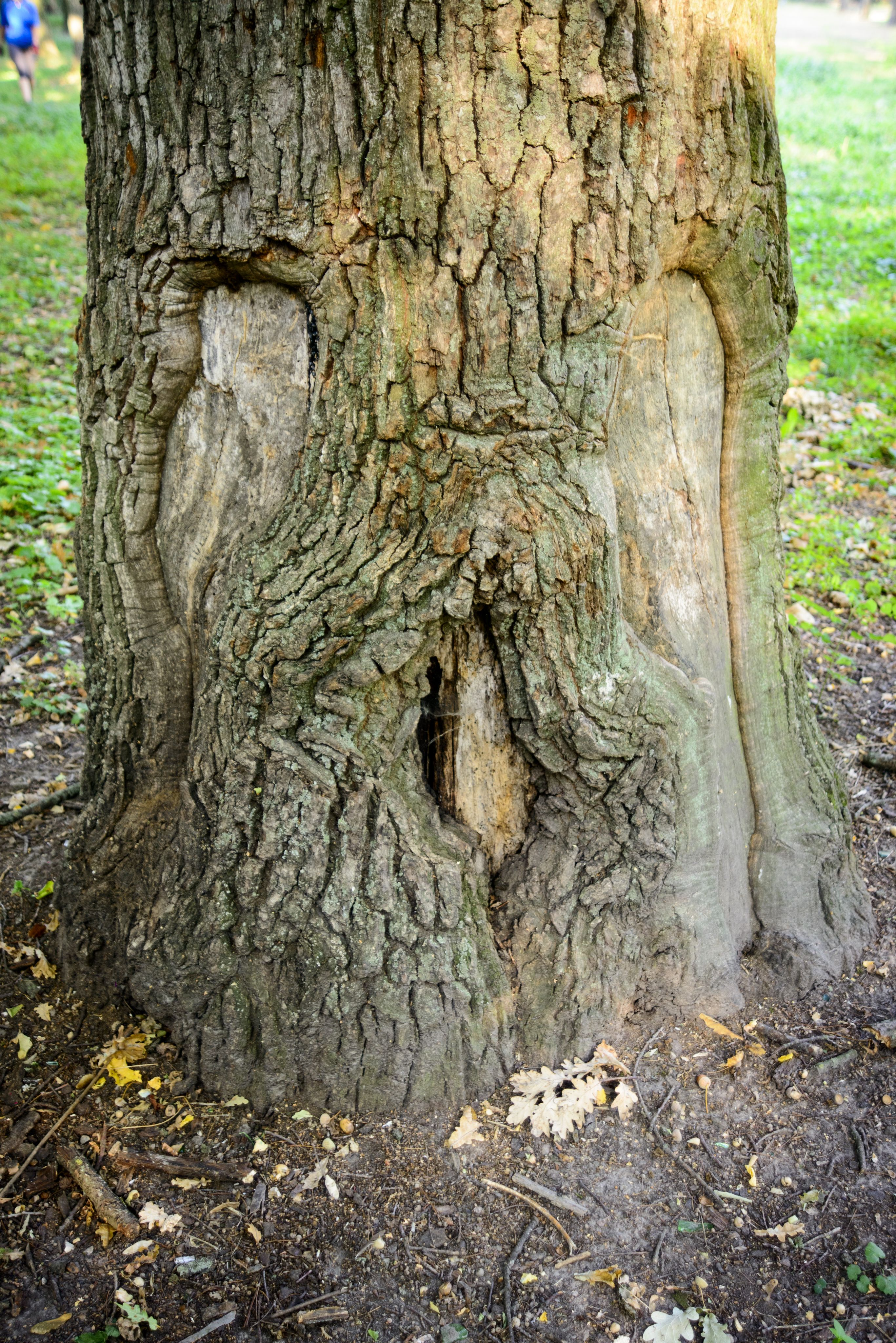
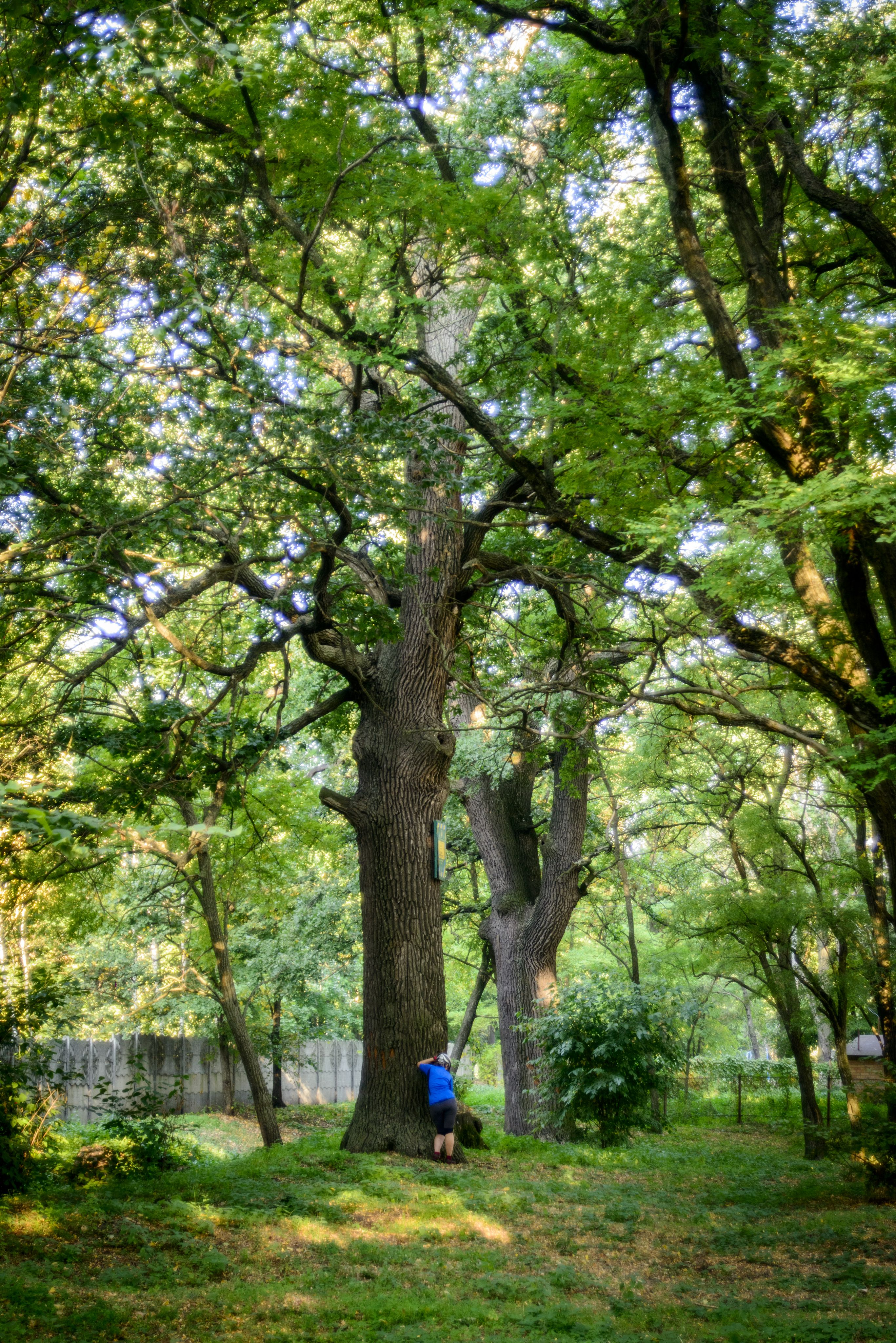